# Skolioza
Skolioza (iz grščine skolíōsis - ukrivljen) je nefiziološka ukrivljenost hrbtenice v stran zaradi mišičnih ali kostnih okvar. Natančen vzrok okvare adolescentne skolioze (najobičajnejšega tipa) še ni znan, redkeje pa je vzrok deformacija vretenc med razvojem zarodka ali priraščenosti hrbtenjače.